# Sistema americano

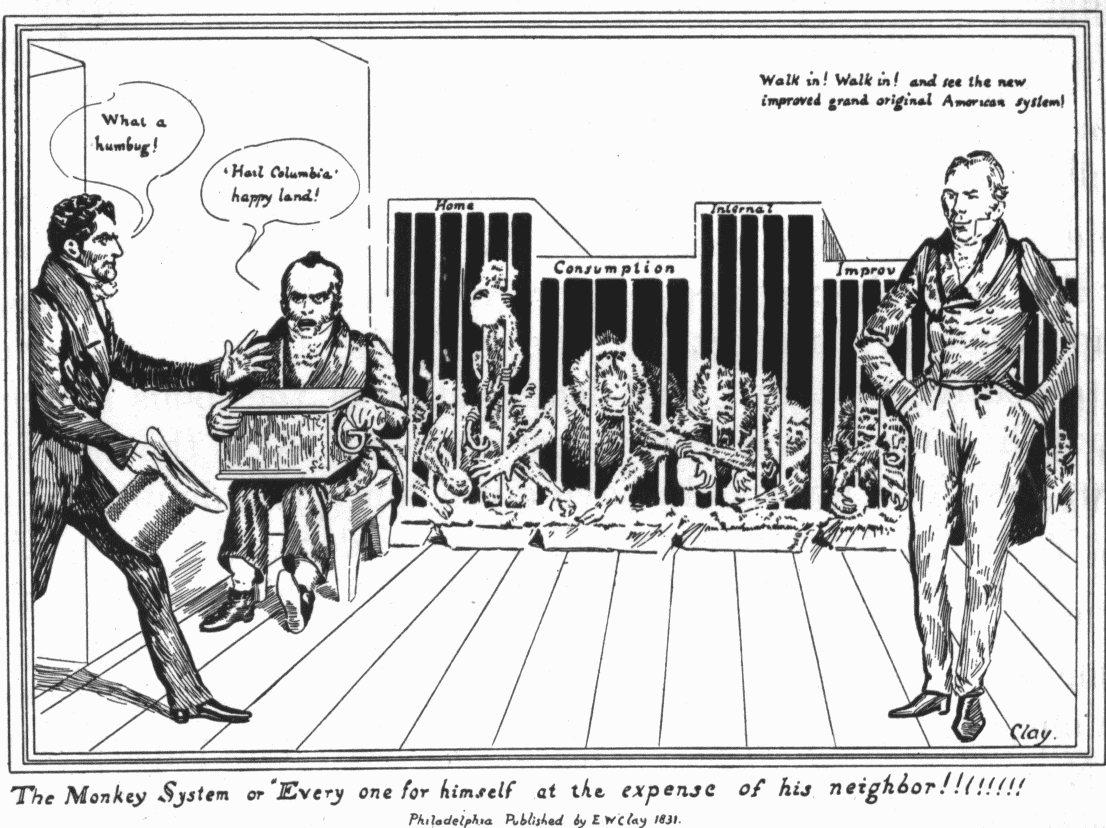
Il sistema delle scimmie o Ognun per sé, vignetta satirica che prendeva di mira il Sistema Americano. Vi sono rappresentate un branco di scimmie (ognuna con il nome di un settore dell'economia) che si rubano l'un l'altra il cibo (ovvero le risorse).

Il sistema americano era una strategia economica di tipo protezionistico adottata negli Stati Uniti dopo la Guerra anglo-americana del 1812.
La strategia si basava sull'imposizione di forti dazi per finanziare la costruzione di infrastrutture, lo sviluppo di una Banca centrale che incoraggiasse l'impresa e il rafforzamento della valuta interna. I dazi avrebbero inoltre permesso agli USA di contrastare efficacemente le azioni di dumping poste in essere soprattutto dall'Impero britannico.
In larga parte, il provvedimento si rifaceva al pensiero della Scuola Americana di Alexander Hamilton.

## Storia
La proposta viene formalizzata per la prima volta nel 1816 ed è subito approvata dal Congresso a larghissima maggioranza.
I principali sostenitori erano il Presidente della Camera dei Rappresentanti Henry Clay e il deputato della Carolina del Sud John C. Calhoun. Questi pose particolarmente la sua attenzione sulla costruzione di un sistema di trasporti efficiente e sulla creazione di un'industria manifatturiera di base, ponendo i due obbiettivi come una questione di interesse nazionale.
Il maggiore supporto provenne dagli Stati di New York e Pennsylvania, entrambe intenzionate a diventare "Stati-chiave" ed interessate ad una rapida industrializzazione. Il principale avversario dell'ipotesi fu invece John Randolph, deputato della Virginia di estrazione aristocratica e fortemente convinto dell'incostituzionalità di tale programma.
Ma il provvedimento era condiviso anche da larghe fasce della popolazione, pervase all'epoca da un forte sentimento nazionalista e consapevoli della necessità di un rafforzamento della struttura economica. La proposta prevedeva:
- l'imposizione di un dazio del 20-25% sui beni importati dall'estero;
- la creazione di una Banca centrale, che avrebbe promosso la diffusione di un'unica valuta e la possibilità per il Governo Federale di emettere titoli di debito;
- il miglioramento delle infrastrutture ed in special modo delle reti di trasporto.

I tre punti del provvedimento divennero poi i principi cardine del Partito Whig di Henry Clay e Daniel Webster, a cui si opporrà il Partito Democratico di Andrew Jackson, Martin Van Buren, James Knox Polk, Franklin Pierce e James Buchanan.
Fra le più importanti infrastrutture create grazie al "Sistema Americano" si annoverano il Canale Erie e la Cumberland Road.

## Letture sull'argomento

### Libri
- Herbert D. Croly, The Promise of American Life, The Macmillan Company, New York, 1909 (ristampa University Press of New England, 2006, ISBN 1555530621)
- Joseph Dorfman, The Economic Mind in American Civilization, 1606-1865, The Viking Press, New York, 1946
- Alfred E. Eckes Jr., Opening America's Market - U.S. Foreign Trade Policy Since 1776, University of North Carolina Press, Chapel Hill, 1995, ISBN 0807848115
- Eric Foner, Free Soil, Free Labor, Free Men: The Ideology of the Republican Party before the Civil War, Oxford University Press, Oxford, 1995
- Carter Goodrich, Government Promotion of American Canals and Railroads, 1800-1890, Columbia University Press, New York, 1960, ISBN 0837177731
- William J. Gill, Trade Wars Against America: A History of United States Trade and Monetary Policy, Praeger Publishers, New York, 1990, ISBN 0275933164
- John L. Larson, Internal Improvement: National Public Works and the Promise of Popular Government in the Early United States, University of North Carolina Press, Chapel Hill, 2001, ISBN 0807849111
- Michael Lind, Hamilton's Republic: Readings in the American Democratic Nationalist Tradition, Free Press,  1997, ISBN 0684831600
- Michael Lind, What Lincoln Believed: The Values and Convictions of America's Greatest President, Doubleday Books, New York, 2006, ISBN 1400030730
- Robert V. Remini, Henry Clay: Statesman for the Union, W.W. Norton, New York, 1991, ISBN 0393030040
- Charles M. Wiltse, John C. Calhoun: Nationalist, 1782-1828, The Bobbs-Merrill Company, Indianapolis, 1944, ISBN 084621041X

### Pubblicazioni
- Carter Goodrich, National Planning of Internal Improvements, in Political Science Quarterly, Vol. 63, No. 1, marzo 1948, pp. 16–44
- Carter Goodrich, American Development Policy: the Case of Internal Improvements, in Journal of Economic History, Vol. 16, No. 4, dicembre 1956, pp. 449–460
- Robert A. Lively, The American System, a Review Article, in Business History Review, Vol. XXIX, marzo 1955, pp. 81–96